# Bexbach
Bexbach – miasto w Niemczech, w kraju związkowym Saara. w powiecie Saarpfalz, nad rzeką Blies, na wysokości 249 m n.p.m.
Leży ok. 6 km na wschód od Neunkirchen i ok. 25 km na północny wschód od Saarbrücken. Powierzchnia wynosi 31,08 km², zamieszkane przez 18 086 osób (według danych z 31 grudnia 2010).

## Współpraca
Miejscowości partnerskie:
- Edenkoben, Nadrenia-Palatynat
- Goshen, Stany Zjednoczone
- Pornichet, Francja